# IC 405
IC 405 (znana też jako Mgławica Płonąca Gwiazda) – jasna mgławica emisyjna i refleksyjna znajdująca się w konstelacji Woźnicy. Odkrył ją John Schaeberle 21 marca 1892 roku. Znajduje się w odległości około 1500 lat świetlnych od Ziemi.
„Mgławica Płonąca Gwiazda” swoją nazwę zawdzięcza poszarpanym włóknom pyłu i gazu. Została opisana przez Maxa Wolfa jako „palące się ciało, z którego niczym gigantyczne protuberancje wydaje się buchać parę olbrzymich zakrzywionych płomieni”. To sformułowanie doprowadziło do przyjęcia popularnej dziś nazwy. IC 405 jest podświetlana przez jonizującą energię jaskrawej gwiazdy typu widmowego O, AE Aurigae. Gwiazda ta w odróżnieniu od większości gwiazd oświetlających mgławice, nie powstała w tej mgławicy. Około 2,5 miliona lat temu w pobliżu gromady Trapez doszło do bliskiego zbliżenia dwóch gwiazd o dużej masie. Doprowadziło to do wyrzucenia z gromady dwóch gwiazd uciekających z dużą prędkością. Jedna z tych gwiazd, AE Aurigae, w dalszym ciągu poruszająca się z prędkością 200 km/s napotkała i rozświetliła obłok gazu znany dziś jako „Mgławica Płonąca Gwiazda”.
W mgławicy tej zachodzą dwa różne procesy nadające jej odmienne barwy. Wysokoenergetyczne światło AE Aurigae wybija elektrony z otaczającego gazu. Gdy zachodzi proces odwrotny i proton przechwytuje z powrotem elektron, wydziela najczęściej światło czerwone. Z kolei mieszanina światła czerwonego oraz niebieskiego pochodzącego od AE Aurigae i odbijanego przez otaczający pył nadaje obszarom mgławicy barwę purpurową. Oba rejony mgławicy są określane odpowiednio jako mgławica emisyjna (wydzielająca światło) oraz mgławica refleksyjna (odbijająca).